# Endasys nigrans
Endasys nigrans là một loài tò vò trong họ Ichneumonidae.